# Spise med Price
Spise med Price er et dansk mad-program med brødrene Adam Price og James Price som værter.
Programmet startede med at blive sendt på DR2 i de første to sæsoner, men blev så stor en succes, at det blev rykket til DR1 fra tredje sæson. Brødrene har siden medvirket i en række andre madprogrammer og udgivet flere kogebøger med mad fra programmerne.

## Format
Hvert program har et tema, som typisk er centreret om en bestemt ingrediens (f.eks. citron eller gris), en bestemt region (f.eks. svensk mad eller regional dansk mad) eller type ret (f.eks. desserter).
Brødrene præsenterer de retter, som de vil lave, og forklarer undervejs om tilberedningen. Til slut smages på maden, nogle gange sammen med andre mennesker. Ofte bliver der fortalt anekdoter fra brødrenes barndom og opvækst, besøg på restauranter og oplevelser med madlavning.
Produceren stiller løbende spørgsmål undervejs til ingredienserne, madlavningen og deres anekdoter. Nogle gange bliver han og kameraholdet inddraget i at smage på maden.
En fast bestanddel af programmet er, at brødrene har en dør, hvor de kan gå fra optagelserne til et andet sted som f.eks. DR Koncerthuset, Nomas køkken, TV-avisens studie og lignende, hvor de låner ingredienser til deres madlavning.
Der anvendes ligeledes klip fra forskellige gamle tv-produktioner, særligt klip med brødrenes far John Price og deres mor, Birgitte Price i Far til Fire-filmene. Et andet tilbagevendende klip er fra madprogrammet Conrad og Aksel med Conrad Bjerre-Christensen og Aksel Larsen, hvor der bliver sagt "rigeligt smør" fra sidste halvdel af 1960'erne.

## Kogebøger
På baggrund af programmet er der blevet udgivet en række kogebøger.
- Spise med Price - sæson 1 (2008)
- Spise med Price - sæson 2 (2010)
- Spise med Price - sæson 3 (2011)
- Spise med Price - sæson 4, 5 og 6 (2013)
- Prices Diner (2014)
- Uden smør og fløde (2016) af James Price
- Brdr. Price - vores yndlingsretter (2017)

## Episoder

### Sæson 1 (2008)
Brødrene er i Adams sommerhus. Afsnittene blev vist første gang i foråret 2008 på DR2
1. Hanen og ægget
  - Farmors æg
  - Tarte tatin med kanelis
  - Coq au vin
  - Omelet med pepetonata
2. De gamle mænd og havet
  - Moules marinieres
  - Røgede muslinger med peberrodssovs og rødbede
  - Moules au curry
  - Moules au safran
  - Bornholmer bouillabaisse
3. Silence of the lambs
  - Marokkansk lam
  - Tyrkiske lammedolmere
  - Lam med dild
4. Grease
  - Croquetas[5]
  - Tempura
  - Scampi fritti
  - Bœf sauté Stroganoff med pommes frites
  - Friterede pærer med lakridsis
5. Italiensk for letøvede
  - Crostini[6]
    - Fregato de pollo
    - Funghi alla crema
    - Frisk tomat og basilikum

  - Ossobuco med safranrisotto og gremolata
  - Tiramisu
6. De indre værdier
  - Foie gras
  - Brisler med ærter française
  - Fegato alla veneziana
7. Béarnaise special
  - Mayonnaise
  - Hollandaise med pocheret laks og kartofler
  - Bearnaise med oksefilet og pommes frites
8. An offer you can't refuse
  - Spaghetti alla puttanesca
  - Fiskelasagne
9. I tykt og tyndt
  - Lun salat med confiteret and
  - Rødvinsgratiné
  - Cassoulet
10. Blær
  - Ærtesuppe med champagne
  - Kalvehaler i savoykål, kvædegele og selleripuré
  - "Et studie i solbær og chokolade": crème brûlée på solbær, solbær og chokolademousse, sukkerslør, chokoladetulies, solbærsorbet på mandelnougatine

### Sæson 2 (2009)
Brødrene er i Adams sommerhus. Afsnittene blev vist første gang i foråret 2009 på DR2
1. Den slanke linje
  - Gazpacho
  - Rødtunge en papilotte
  - Rørt tatar med pommes frites
  - Caesar salad
  - Citronsorbet med tuilles
2. Sulten i Provence
  - Pissaladière[7]
  - Bagna cauda[8]
  - Brandade[9]
  - Bourride (fiskesuppe)[10]
  - Clafoutis[11]
3. Van Helsings natmad
  - Aîgo bouido[12]
  - Gambas al Ajillo[13]
  - Lammeryg med hvidløgscreme[14]
  - Høne med 50 (62) fed hvidløg
  - Hvidløgsis
4. Ka' de li' østers?
  - Rå østers (med forskelligt tilbehør)
  - Østers-persillesupper
  - Gratineret østers med champagnesovs
  - Ristede fjordrejer med chili og mayonnaise
  - Gratineret krabbekød
  - Jomfruhummer
5. La dolce vita
  - Profiteroles med is og chokoladesovs
  - Kærnemælkshorn
  - Sportskage (kendt fra La Glace)
  - Baked Alaska
  - Skumfiduser
6. Tihvertifald kylling
  - Gammeldags kylling med skilt sovs
  - Kylling pepitoria
  - Pollo sorpresa
  - Udbenet kylling i laurbær
7. Some like it hot
  - Chili con carne
  - Peberbøf
  - Penne arrabiata
  - Lamb vindaloo
8. Kære lille mormor
  - Æbleflæsk
  - "Mormors æbledessert"
  - Bankekød
  - Tarteletter med høns i asparges (både købte og hjemmelavede tarteletter)
9. To lys på et bord
  - Bellini
  - Dansk hummer med blomkål og hyben
  - Søtunge
  - Oksehøjreb med lilla kartofler, friterede løgringe og spinat
  - Crêpes Suzettes
10. Battle of Brothers
  - Våbenkapløb på elektrisk køkkenudstyr (James: 21, Adam: 20,5)
11. Julespecial: Brunt og brændt
  - Farseret kalkunsteg med pommes de terre allumettes
  - Julekonfekt (formet som ost, smørrebrød og AK-47)
  - Lammerullepølse
  - Sylte
  - Tranebærsovs
  - Æble-peberrodskompot
  - Ris à la mande

### Sæson 3 (2010)
Brødrene er i Adams sommerhus. Afsnittene blev vist første gang i foråret 2010 på DR1 En fast tilbagevendende gimmick i serien var afslutningen i hvert program hvor brødrene lagde an til at tage opvasken, og Adam hver gang kom med en undskyldning for at slippe, og lod James være alene om den.
1. Napoleon special
  - Søtunge walewska med pommes duchesse
  - Napoleonshat
  - Napoleonskage
  - Beef Wellington[15]
  - Kylling Marengo
2. Den heldige kartoffel
  - Kartoffelgnocchi
  - Kartoffelpizza
  - Kartoffelmos
  - Æblekage med kartofler
  - Pommes gaufrettes
  - Nyopgravede kartofler med smør og salt
  - Tartiflette
3. Nordisk mad grand prix (med Jørgen de Mylius som speaker på præsentationen af retterne)
  - Sverige
    - Janssons fristelse
    - Korv med mos och räksallad (hotdog med kartoffelmos og rejesalat)
    - Gravad laks
    - Surströmming

  - Norge
    - Fårikål
    - Agurk på centimetermål

  - Danmark
    - Rødgrød med fløde
4. Den sidste nadver
  - Hummus
  - Skidne æg
  - Gehacktes Leber (hakket lever)
  - Kanin i dijonsennep med spätzle
  - Shawarma
5. Den lille kemiker (med besøg i Nomas køkken)
  - "Jordbærkaviar"
  - Jordbæris (både flødeis og sorbet) lavet med flydende nitrogen
  - Ærte-sfære
  - "Spejlæg på ristet brød med ketchup" (stegt brød, panna cotta og appelsin-abrikos-sfære med jordbærsovs)
  - Gullerodskage lavet i mikrobølgeovn
6. From Russia with love
  - Blinis med rødløg og kaviar
  - Borsjtj
  - Baba au ruhm med frugtsalat
  - Pirogger
7. Grise med Price
  - Porchetta
  - Eisbein mit Sauerkraut (svineskank med surkål)
  - Trottergear
8. Rule Britannia
  - Fish and chips
  - Cornish pasties
  - Roast med yorkshire puddnig
  - Sticky toffee pudding
9. Are you hungry tonight?
  - Peanut butter banana sandwich
  - Jordbærmilkshake
  - Pulled pork med coleslaw
  - Chicken gumbo
  - Mississippi mud pie med kaffe creme fraicheis
  - Mint julip
10. Sur, sur, sur
  - Citronlemonade
  - Citronpasta
  - Salt syltede citroner
  - Lam i citron (avgolemono-sovs)
  - Tarte au citron meringuée
  - Citronmåne
11. Jule Special: Mortensaften (optaget for livepublikum der hedder Morten på Hofteatret. Blandt publikum var Morten Østergaard og Stig Elling. Klip med Morten Remar)
  - Gåsesteg med portvinsmarinerede kvæder og figner
  - Andebryst
  - Confiteret andelår
  - Canard au sang[16] (presset and)
  - Anderilette[17]
12. Jule Special: Nytårskuren (optaget på Dragsholm Slot)
  - Friterede østers
  - Bagt torsk
  - Champagne-granité
  - Dyreryg
  - Københavns Rådhustårn i kage og is (chokolade, nougat og appelsin)

### Sæson 4 (2011)
Efter Adam har solgt sit sommerhus, flytter brødrene hjem i Adams nye køkken i hans hjem i Hellerup. Afsnittene blev vist første gang i efteråret og vinteren 2011 på DR1 Det var sidste sæson med Anders Johansen som producer.
1. Det nye køkken
  - Asparges vichyssoise
  - Rejesalat med mayonnaise lavet på rejeolie
  - Shaomai
  - Endive (julesalat) med ost og valnød
  - Rabarba daiquiri
  - Honningkage med appelsinsmørcreme
  - Andeskiver med anderilette
  - Devil on a horseback (svesker med bacon)
2. Kødfri dag
  - Saltbagt selleri med gulerødder a la creme og relish
  - Risotto primavera
  - Fennikel-salat
  - Strudel med porrer og morkler
3. Bornholm, Bornholm, Bornholm
  - Saltstegt sild
  - Sol over Gudhjem
    - Traditionel
    - Indstøbt i gele
    - Som røget sildeis

  - Svampefarserede bornholmerhane med brasede kartofler
4. Frokost i det grønne
  - Pain bagnat
  - Frittata
  - Ajoblanco
  - Crema catalana
  - Thairuller (fra Vietnam)
  - Grillspyd med blæksprutte og indmad
5. Krise med Price
  - Løgsuppe
  - Hjerter i paprika
  - Gratin
  - Spaghetti aglio e olio
  - Bread and butter pudding
6. Hip Hip Hurra (optaget på Skagens Museum)
  - Rejesuppe
  - Skagborødspætte
  - Skinkesalat med skagenskinke
  - Skinkesmør med skagenskinke
  - Citronfromage
  - Locher punch
7. Kokketræf (optaget på Falsled Kro)
  - Bygotto med røget ål
  - Sprøde porrer

### Sæson 5 (2012)
Brødrene flytter ind i James' sommerhus. Afsnittene blev vist første gang i efteråret 2012 på DR1. Dette var første sæson med Jacob Benjamin Snedevig som producer. En gennemgående gimmick i sæsonen var at Adam kom for sent og gav den ene uplausible undskyldning efter den anden.
1. Salat
  - Italiensk salat
  - Karrysalat
  - Hønsesalat
  - Makrelsalat
  - Russisk salat
  - Wienersalat[19]
2. Birdie nam nam
  - Raita
  - Butterchicken
  - Lamb rogan josh
  - Lime pickle
  - Chapati
3. Sagen er bøf
  - Bœuf bourguignon
  - Carpaccio
  - Straccetti
  - Onglet (nyretapper)
  - Tatar-hotdog
4. When Harry met Sandwich
  - Tuna melt
  - Reuben sandwich
  - Steaksandwich
  - Poboy sandwich
  - Smokey brisket sandwich
5. Sovsen Jensen
  - Sauce espagnole
  - Fiskesauce med basilikum
  - Brun sovs
  - Sauce velouté
    - Lys sovs
    - Mørk sovs

  - Demiglace
6. Light my fire
  - Huevos rancheros med tortillas
  - Campe fire coffee
  - Baked beans
  - Pandebrød
  - Fisk i avis
  - Clambake

### Sæson 6 (2013)
Brødrene vender tilbage til Adams køkken. Afsnittene blev vist første gang i foråret 2013 på DR1 En gennemgående gimmick i sæsonen var at James konsekvent kom for tidligt til Adams irritation.
1. An der schönen...
  - Wienerschnitzel på dansk (med braskartofler, grønærter og "dreng")
  - Wienerschnitzel som i Wien
  - Tafelspitz
  - Sachertorte
2. En ristet med det hele
  - Pølsebrød
  - Frankfurterpølser
  - Ketchup
  - Chokolademælk
  - Cowboytoast (med hjemmebagte briochbrød)
  - Remoulade
  - Ristede løg
  - Agurkesalat
  - Flæskestegssandwich med rødkål og agurke-relish
3. Chokolade
  - Chokoladeis
  - Gateau Marcel[20]
  - Blommer i madeira
  - Chokoladeskildpadder
  - Fyldt chokoladeæg
4. Thai for two
  - Krupuk (rejechips) med dip
  - Mango and sticky rice (cocktail)
  - Tom kah gai
  - Pomelo-suppe
  - Pad thai
  - Thai-forårsruller
  - Green thai fish salad
5. Fise med Price
  - Brunkål og flæsk
  - Choucrout (fransk surkål)
  - Spidskålssalat med kulmule
  - Sømandskål
  - Foie gras indbagt i savoykål
6. Say Cheese
  - Ostetærte
  - Steak de fromage
  - Aligot
  - Raclette
  - Santa gadea frites (friteret spansk gedeost)
  - Ostefondue
  - Casu marzu

### Sæson 7 (2014) - Spise med Price på tur
Brødrene tager til udlandet. Turen går til Italien, Frankrig og USA. Afsnittene blev vist første gang i foråret 2014 på DR1
1. Alle retter fører til Rom (Rom)
  - Mozzarella in carrozza
  - Gnocchi alla romana
  - Cacio e peppe
  - Rejetatar
  - Saltimbocca alla romana
  - Zabaglione
2. Et måltid med udsigt (Firenze)
  - Papa al pomodoro
  - Crostini
  - Pappardelle chinghiale (pasta med vildsvineragout)
  - Cantuccini
  - Cervello fritto (friteret kalvehjerne)
  - Zuccotto
3. Maden i Venedig (Venedig)
  - Spaghetti danieli
  - Polentalasagne
  - Sarde in saor
  - Risi e bisi
  - Bellini (cocktail)
  - Crespelle
4. De umættelige helte (Menton, Monaco & Fransk Riviera)
  - Tourte de courgette
  - Soupe au pistou
  - Rouge og courgetteblomster farseret med languster
  - Estocaficada (klipfisk)
  - Citronmousse
5. Tyren ved hornene (La Camargue, Sydfrankrig)
  - Risotto af røde ris med sprøde frølår
  - Fourgasse med fyld af confit de canard
  - Oreillettes
  - Tyrehaleragout med panisse
6. Min brors store dag (Marseille)
  - Bouillabaisse[21]
  - Petit farcies grand mere[22]
  - Bartavelle farcies (farseret agerhøne)
  - Tarte aux figues
7. Julespecial: Jul i Elk Horn del 1 (Iowa, USA)
  - Rullepølse
  - Leverpostej
  - Karrysild
  - Fiskefilet med remoulade
  - Medisterpølse
  - Sylte
  - Gammel ost med fedt
  - Mormors æbledessert
8. Julespecial: Jul i Elk Horn del 2 (Iowa, USA)
  - Andesteg med sovs
  - Flæskesteg med sovs
  - Brunede kartofler
  - Rødkål
  - Ris a la mande
  - Konfekt
  - Glögg

### Sæson 8 (2015) - Spise med Price: Egnsretter
Brødrene tager med campingvogn rundt i Danmark. Afsnittene blev vist første gang i foråret 2015 på DR1
1. Bornholm
  - Krakket sild
  - Ristepølser med grønlangkål
  - Saltgrøner torsk med gudhjemmedypper
  - Brændesnude
2. Sjælland
  - Finker
  - Ålesuppe
  - Plukfisk med korender
  - Røde ribben
3. Fyn
  - Boghvedegrød
  - Prossekage[23]
  - Maskintorsk
  - Løwtens pandekager[24]
4. Nordjylland
  - Krøstekål[25]
  - Lammelabskovs
  - Kroppinger[26]
  - Søsterkage
5. Sønderjylland
  - Solæg
    - Traditionelt
    - Asiatisk inspireret
    - Italiensk inspireret

  - Snysk
  - Ringriderpølser og kålpølser
  - Surrib
  - Ristorte[27]
  - Skrædderduels[28]
6. Vesterhavet
  - Østers
    - Rå
    - Rockefeller
    - Mormors østers (med peberrod og æbler)

  - Sakkuk
  - Bakskuld

### Sæson 9 (2016)
Brødrene tager igen med campingvogn rundt i Danmark. De første 6 afsnit blev vist første gang i foråret 2016 på DR1
De to sidste afsnit blev optaget i 2016 og vist i foråret 2017 I disse to afsnit kører Brødrene rundt i København med deres campingvogn, hvilket til tider volder dem en del problemer.
1. Dragør og Sejrø
  - Posegrød med skinke (fra Dragør)
  - Nyrekage (fra Kattrup Gods)
  - Fulskager (fra Sejrø)
  - Russisk budding
2. Lolland-Falster
  - Falsterske nonner
  - Svupsak
  - Kalvedans
  - Krikand i æbler (jagt på Søholt, fremstillet i køkkenet på Selsø)
  - Bollemælk
3. Fyn – Kerteminde og Avernakø
  - Rygeost-cheesecake
  - Sildeæggekage
  - Currygoat (jamaicansk ged)
  - Kværndruppigens brunsviger (vinderen af deres brunsviger-konkurrence på Tøjstrup Gods. Dommere; bagermester Thomas Larsen og Mette Blomsterberg)
4. Sønderjylland – Christiansfeld og Ribe
  - Honningkage
  - Airsju (irsk stuvning)
  - Surkål med røget gåsebryst og gåsepølse
  - Kringle af wienerdej
5. Midtjylland – Samsø og Mols Bjerge
  - Pommes sufflé
  - Kartoffelmad
  - Samsø æblekage
  - Netfrikadeller (optaget ved Aarhus Food Festival)
  - Varmt svinehoved
    - Traditionelt
    - Moderne
6. Nordjylland – Rold Skov, Hanstholm og Brønderslev
  - Fulling
  - Stjerneskud
  - Tærte med porrer og vesterhavsost
  - Kylling med svampe
7. København – Langelinie, Rosenborg, Blågårds Plads og Rundetårn
  - Stegte sild med løgsovs
  - Forloren skildpadde
  - Lammeboller i karry
  - Karamelrand
8. København – Nyhavn, Christiania, Tivoli og Københavns Rådhus
  - Skipperlabskovs
  - Benløse fugle
  - Forloren hare (af ægte hare)
  - Rådhuspandekager

### Sæson 10 (2017)
Denne sæson blev vist i efteråret 2017. Udsendelserne vendte tilbage til det oprindelige koncept.
1. Højt belagt
  - Kogt syltet sild
  - Røget laksetatar
  - Aspargemad
  - Tatare à la provencale
  - Bœuf bearnaise mad
  - Dyrlægens natmad
2. Streetfood
  - Jian bing
  - Gua bao
  - Langos
  - Churros med softice og lun nutellasovs
3. Svie og Smerte
  - Blooming onion
  - Whiskey Sour
  - Tarte flambée
  - Tarte tatin med skalotteløg
  - Libanesiske fyldte løg
4. Escoffier (Asger Reher spiller Escoffier)
  - Quenelles de brochet sauce Nantua
  - Supremes de volaille Jeanette (chaud froid)
  - Pêche Melba
5. I form med Brdr. Price
  - Svineterrin
  - Lakseterrine
  - Paté de campagne[30] med selleri remoulade
  - Kyllingelevermousse
6. Eviva Espana (Søs Egelind som turguide)
  - Sangria
  - Jamon iberico
  - Albondigas
  - Patatas bravas med aioli
  - Pimientos del padron
  - Paella
  - Spidstegt pattegris
  - Tarta de Santiago med sherryis

### Specials (2018)
Disse to afsnit blev vist uafhængigt af hinanden før jul 2018.
1. Thanksgiving (Thanksgiving Special i USA)
  - Stuffed turkey
  - Tranebærsovs
  - Majsbrød
  - Gravy
  - Green bean casarole
  - Yams (søde kartofler)
  - Rosenkål
  - Pecan pie
  - Pumpkin cheesecake
2. Jul i Lauras køkken (Jule Special) - optaget i Korsbæk på Bakken med deltagelse af Boldt (Per Pallesen), Agnes (Kirsten Olesen), Maude Varnæs (Malene Schwartz) og Iben (Ulla Henningsen)
  - Julesild med karrysalat
  - Sildesalat
  - Ål i gelé
  - Pressesylte
  - Ribbensteg med rødkål
  - Frikadeller med surt
  - Blodpølse med æblemos
  - Vaniljekransee
  - Klejner

### Sæson 11 (2019) - Nordisk Mad Odyssé
Premiere på denne sæson var i april 2019. Brødrene tager på Nordisk Mad Odyssé og besøger de nordiske lande. I serien var det gennemgående, at Adam gerne vil være ude i naturen og sove og lege Bear Grylls.
1. Sverige (Vimmerby, IKEA)
  - Ostkaka
  - Kroppkakor
  - Kanelbullar
  - Köttbullar
  - Knäckebröd
2. Sverige (Stockholm, Carl Larsson-gården)
  - Lumpa med gubbröra
  - Blodpalt (droppet efter et uheld, hvor de spildte alt blodet på Stortorget i forklaringen af Det Stockholmske Blodbad)
  - Bøf lindström
  - Stegt sandart med Løjrom-hollandaise[31]
  - Elggryde
  - Blåbärs suppe
3. Norge (Bryggen i Bergen, Voss, Borgund stavkirke)
  - Klipfisk på portugisisk (bacalhau com natas)
  - Laks sashimi
  - Laks tataki
  - Escalope de saumon a l'oseille
  - Smalahove (får det serveret på en restaurant i Voss)
  - Vafler med myseost og multebærsylt
4. Norge (Holmenkollen i Oslo, Valhallfeltets boreplatform, Oslo)
  - Rømmegrøt med spekemat (elgpølse, rensdyrpølse, hvalpølse og fenalår)
  - Prinsefisk (kun Adam)
  - Fårikål (for anden gang. Lavet første gang i 3. sæson "Nordisk mad grand prix". Kun Adam)
  - Pinnekjøtt
5. Finland (Poorvo, Helsinki, Carl Gustaf Emil Mannerheims jagthytte)
  - Hernekeitto (ærtesuppe)
  - Pannu kakku (pandekager)
  - Muikku ja pottumusia
  - Vorschmack
  - Mämmi
  - Lohikeitto (lakssuppe)
  - Runebergtærte
6. Finland (Lapland)
  - Lihapiirakka (pirogger)
  - Karjalanpiiraka (pirogger fra Karelen)
  - Kalakokku (indbagt fisk og flæsk)
  - Poronkäristys (laplandsk rensdyrgryde)
  - Leipäjuusto ("brød-ost")

### Sæson 12 (2020)
Premiere på denne sæson var i maj 2020. Brødrene tager på tur på de britiske øer. I flere programmer har brødrene en kamp om en stor stiltonost
1. I hendes majestæts spiselige tjeneste (London; Victoria Tower Gardens, Tower of London, Southall. Med David Bateson som Q)
  - Full English Breakfast (baked beans, pølser, bacon, stegte portobellosvampe og tomater)
  - Fish and chips
  - Chicken tikka masala med naan
  - Steak and kidney pie (spises med Michael Dobbs)
  - Eton mess (spises med Michael Dobbs)
2. Pimms and circumstance (Oxford, Castle Combe i Cotswolds, Llanfairpwllgwyngyllgogerychwyrndrobwllllantysiliogogogoch i Wales, Stonor Park i Oxfordshire)
  - Pimm's (drink)
  - Faggots
  - Cauliflower and cheese
  - Welsh rarebits
  - Shepard's pie
  - Watercress soup
  - Roast lamb med mint sauce og Yorkshire pudding
  - Summer pudding
3. Tea for three (Stonehenge i Wiltshire, Mousehole i Cornwall, HMS Victory i Portsmouth, Hugh Fearnley-Whittingstalls River Cottage)
  - Kedgeree
  - High tea (finger sandwich, scones med clotted creme, Victoria sponge)
  - Stargazy pie
  - Muslinge-havsnegle-pasta
4. All you need is food (The Cavern Club i Liverpool, Lancashire, Vindolanda ved Hadrians mur i Cumbria)
  - Toad in the hole
  - Pork pie
  - Lancashire hotpot
  - Eccles cake
  - Cumberland sausage med bubbles and squeak og cumberland sauce
  - Spotted dick
5. Fra Engeland til Skotland (Det skotske højland, Loch Ness, Dalwhinnie Gate Lodge)
  - Porridge med blåbær, tranebær og lynghonning
  - Haggis med neeps and tatties og whiskysovs
  - Cullen skink
  - Scotch egg
  - Millionaire's shortbread
  - Vildt pie
  - Cranachan whiskey dessert
6. The little skillet pot (Dublin, King John's Castle i Limerick, O'Brien's Tower ved Cliffs of Moher)
  - Leitrim boxty
  - Irish stew
  - Colcannon
  - Bacon and cabbage
  - Barmbrack
  - Irish coffee

### Babettes gæstebud(2020)
Brødrene genskabte menuen fra Karen Blixens novelle Babettes Gæstebud i to programmer. Maden blev serveret på Rungstedlund for en gruppe kendte gæster, der bestod af Anders Lund Madsen (hjerneforsker), Susse Wold (skuespiller, der har mødt Blixen), Eske Willerslev (eventyrer og forsker), Margrethe Vestager (politiker), Dy Plambeck (forfatter), Puk Damsgaard (journalist), Else Torp (operasanger), Johan Reuter (operasanger) og Lars R. Møller (pensioneret oberst). Desuden medvirker Nils Carlsen, der er søn af Blixens husholderske på Rungstedlund.
Mad
Aperitif:
- Østers og champagne

Menu:
- Skildpaddesuppe (egentlig kalvefrikassé da havskildpadder er fredede) med kuvertbrød af briochedej
- Blinis Demidoff
- Cailles en sarcophage
- Fersken, figen og druer

Afsnit
1. Middagen forberedes
2. Lykkes middagen?

Modtagelse
Programmet blev kritiseret i en klumme i Politiken, hvor David A. Dyrholm Nielsen skrev, at han hellere ville "have bortopereret begge lårbensknogler end at deltage i Brødrene Prices middagsselskab" og at "Måske er det på tide, at DR slagter sin guldkalv". James Price svarede i BT, hvor han bl.a. udtalte "Min oplevelse var, at måltidet blev vældigt hyggeligt, personligt og varmt. Det håber jeg, man fornemmer, for det er dét, et godt måltid kan."

### Sæson 13 (2021)
Premiere på denne sæson var i august 2021. Igennem flere af afsnittene er der fokus på grøn energi og mad.
1. Hvad finder jeg i skoven[34]
  - Karl Johan Carpaccio
  - Yakitori (japanske svampespyd)
  - Svampesuppe
  - Madtærte med kantareller
  - Karl Johan crème brûlée
2. Soul Food[35]
  - Shrimps and grits
  - Fried chicken (The gospel bird)
  - Collard greens
  - Gravy and Biscuits
  - Mac´n cheese
  - Sweet potato pie
3. Ta´ med ud og fisk[36]
  - Ceviche
  - Fiskekarry
  - Fish tacos
  - Asiatisk multe
  - Soupe de poisson
4. Dyrenes mad[37] (Vegansk mad)
  - Cig köfte
  - Gulerodshotdogs (Spises med Tine Pil Østberg fra Veganerpartiet)
  - Chili sin carne
  - Veganske frikadeller med vegansk raita
  - Vegansk is
5. Mad og mafiaen[38]
  - Shrimp Gambino Style
  - Fettucine Alfredo
  - Cannoli
  - Sunday Sauce
6. En svær and[39]
  - peking-and
  - Cong you bing (Forårsløg-pandekage)
  - Kung Pao Chicken

### Sæson 14 (2022)
Premiere på denne sæson var i august 2022.
1. At være eller ægge være[40]
  - Røræg – fransk, dansk og Gordon Ramsay-stil.
  - Eggs Benedict
  - Tamagoyaki (japansk omelet)
  - Omelet Mont Saint-Michel
  - Soufflé au Grand Marnier
2. Den Store Burgerfest[41]
  - Cheese Burger
  - Juicy Lucy
  - Oklahoma Onion Smash Burger
  - Fish Burger
  - Veggie Burger
3. YAMAS!
  - Meze - Tzatziki, Tirokafteri, Taramosalata
  - Tomato Keftedes
  - Grillet blæksprutte
  - Moussaka
  - Græsk salat
  - Baklava
4. En nr. 17 med ekstra ost
  - Pizza-dej
  - Pizza-sovs
  - Quattro stagioni
  - New York Style Pizza
  - Chicago Deep Pan Pizza
  - Pizza margherita
5. Ise med Price
  - Mango-sorbet
  - Citron-sorbet
  - Vanilje-is
  - Stracciatella
  - Hasselnødde-is
  - Valnødde-nougat-is
  - Chokolade-is
  - Jordbær-is
  - Bananasplit
  - Is-coupe
  - Is-vaffel

### Sæson 15 (2023)
Premiere på denne sæson var i august 2023
1. Pasta Selv (Patrizia Fiumara medvirkede også)
  - Tripoline achova modica atonata
  - Pasta alla Norma
  - Vincisgrassi
  - Tortellini in brodo
  - Spaghetti gelato
2. Smilende Sushi
  - Japansk morgenmad
  - Sushi (futomaki)
  - Ramen-nudler
  - Yakitori
3. Turkish Delight (Umut Sakarya medvirkede)
  - Shawarma
  - Lahmacun
  - Sigara börek
  - Kebab
4. Tror altså ikke, vi når at lave mad i dag
  - Ristet brød med avocado og pocheret æg
  - Pad krapao moo
  - Kartoffelblinis med spinat, urtecreme, stenbridderrogn og laks
  - Fried rice
  - Spaghetti aglio olio e peperoncini
5. Natmad (de medvirkende fra årets Tivolirevyen kom til natmad; Lisbet Dahl, Andreas Bo, Carsten Svendsen og Nicolai Jørgensen)[42]
  - Krustader på jomfruhummer
  - Ficelle picarde
  - Vitello tonnato
  - Pæretærte med mandelcreme og vaniljeis
6. Drømmene vi drømte (Adam og James' koner, Katherine og Anette, medvirkede)[43]
  - Rejecocktails og toast melba
  - Skovfogedens mundgodt
  - Mørbrad stegt som vildt med waldorfsalat og hasselbackkartofler
  - Fløderand med frugtsalat

### Sæson 16 (2024)
Premiere på denne sæson var i august 2024. Sæsonen blev optaget delvist ombord på krydstogtskibet Norwegian Breakaway i Middelhavet.
1. Bon Voyage (Santorini)
  - Saganaki
  - Kolokythokefetedes
  - Chicken tenders
2. Allerede de gamle grækere (Athen)
  - Souvlaki
  - Dolmades
  - Sole normande
3. Captains Dinner
  - Avgolemono
  - Spanakopita
  - Crab cocktail
4. The Maltese Rabbit (Valletta, Mdina, Sankt Peters Kirke og Kloster)
  - Aljotta
  - Stiuffat tal-fenek
  - Steak Diane
5. Gammel Mad (Pompeji)
  - Pillola m. grønne linser
  - Torta caprese
  - Club sandwich
6. Trøffelheltene (San Miniato)
  - Røræg med høvlede trøfler
  - Linguine med taleggio og hvid trøffel
  - Toscansk panzanella
  - Hummer thermidor

## Øvrige madprogrammer med brødrene Price
Programmet er opkaldt efter bogen af samme navn skrevet af deres far, John Price. Successen med Spise med Price har medført, at særligt James har deltaget i en række andre madprogrammer:
- Price og Blomsterberg (2011) (James laver mad sammen med Mette Blomsterberg)
- Jul med Price og Blomsterberg (2012) (James laver mad sammen med Mette Blomsterberg)
- Price inviterer (2013) (James og Adam inviterer kendte danskere til at lave mad, hvor James (eller Adam) laver en ret med samme ingredienser, som gæsten)
- Blomsterberg og Price i den kongelige køkkenhave (2017) (James laver mad sammen med Mette Blomsterberg)
- Brødrene gæsteoptræder desuden i et afsnit af serien Hofretter (2014), hvor James og Adam kokkerer for dronning Margrethe 2. og Prins Henrik på Château de Cayx.